# Chilo phragmitellus
Chilo phragmitellus là một loài bướm đêm trong họ Crambidae.